# Kardhal (film)
A Kardhal (eredeti cím: Swordfish) 2001-ben bemutatott amerikai–ausztrál akciófilm Dominic Sena rendezésében.

## Cselekmény
Stanley Jobson (Hugh Jackman) magányos hacker, akit a bíróság eltiltott lányától és a számítógépes munkáktól. Szegényen éldegél egy olajmezőn. Itt látogatja meg Ginger (Halle Berry), hogy egy elképesztő ajánlatot tegyen neki. Menjen el vele Gabrielhez (John Travolta) és segítsen neki. Stanley nem akar menni, már kiszállt a számítógépiparból, jó útra tért. Ginger felajánl neki 100 000 dollárt, és még további 10 000 000-t, ha segít neki. Ez már elég lenne egy jó ügyvédre, aki visszaszerezné neki a kislányát, Hollyt, pornómágnás mostohaapjától és pornószínész, alkoholista anyjától.
Stanley végül igent mond, de ő maga sem tudja még, mibe keveredett bele. Gabriel egy saját terrorista hálózatot akar létrehozni a pénzből, hogy visszavághasson az országot fenyegető ellenségnek. Stanleynek csak annyi a dolga, hogy be kell törnie egy állami hálózatba, majd át kell utalnia az összes pénzt, amit az amerikai kormány helyezett el a fegyverkereskedésekből befolyt pénzekből. Az akció neve: Kardhal. A számítógépes betörés után be kell törni egy igazi bankba is, hogy használhassák az ottani rendszert. Stanley ki akarna szállni, de már késő. A  számítógépes betörés sikerül. Hogy megzsarolhassák, elrabolják a lányát és a lány nevelőszüleit megölik. A bankban túszokat szednek, és minden túszra bombát helyeznek. Ha egy túsz elmenekülne, az időzítő működésbe lép. Így a rendőrség nem mer rajtuk ütni. Gabriel terve sikerül, megszerzi a pénzt, majd elmenekül. A film végén láthatjuk, ahogy egy arab terrorista hajója felrobban a tengeren.

## Szereplők
| Szerep              | Színész       | Magyar hang   |
| ------------------- | ------------- | ------------- |
| Gabriel Shear       | John Travolta | Csankó Zoltán |
| Stanley Jobson      | Hugh Jackman  | László Zsolt  |
| Ginger Knowles      | Halle Berry   | Söptei Andrea |
| J.T. Roberts ügynök | Don Cheadle   | Kálid Artúr   |